# منظمة سرطان الثدي المتحدة
مؤسسة سرطان الثدي المتحدة (UBCF) ، التي تأسست في أكتوبر 2000 ، هي مؤسسة وطنية غير ربحية مقرها في هنتنغتون ستيشن ، نيويورك ولها مكتب إقليمي في أنابوليس ، ماريلاند

## نبذة عن الشركة
تأسست في أكتوبر 2000، ومؤسسة سرطان الثدي المتحدة (UBCF) هي شركة وطنية 501 (ج) (3) منظمة غير ربحية بدأت كمنظمة قاعدة الشعبية الصغيرة التي تخدم أصحاب الدخل المتوسط، والنساء والرجال غير المؤمن عليها في ولاية نيويورك. نمت مؤسسة سرطان الثدي المتحدة لخدمة النساء والرجال وعائلاتهم في جميع أنحاء البلاد كمنظمة خيرية وطنية. وهي مؤسسة خيرية معتمدة من الحملة الفيدرالية المشتركة منذ عام 2013.
المؤسس والمدير التنفيذي للشركة هي ستيفاني ماستروياني ، التي ألهمت تشكيل المنظمة بعد وفاة والدتها بسرطان الثدي عن عمر يناهز 42 عامًا. وفقًا لنموذج IRS 990 الخاص بالمنظمة ، تتألف السيدة ماستروياني ووالدها نيكولاس ماستروياني وشقيقها نيكولاس ماستروياني جونيور من أعضاء مجلس الإدارة الثلاثة. 
تتمثل مهمة UBCF في إحداث تغيير إيجابي في حياة المصابين بسرطان الثدي من خلال توفير الفحص والعلاج والرعاية اللاحقة والمواد التعليمية والمساعدة والمعلومات للمرضى والأسرة. تقدم UBCF منحًا للمستشفيات والمراكز الصحية المجتمعية لإفادة المرضى والأسر الذين يعانون من سرطان الثدي. تسعى المؤسسة جاهدة لتخفيف الضغط والتوتر الذي يمكن أن يسببه السرطان للمرضى والأسر وتعزيز الصحة والرفاهية من خلال العلاجات التقليدية والشاملة ولا تحرم أي شخص أبدًا بغض النظر عن العمر أو العرق أو الجنس أو الدخل.
يدير UBCF سبعة برامج ؛ فحص الثدي ، المنحة الفردية ، منحة كلية أودري بي ماستروياني ، الرعاية الشاملة ، إعادة بناء الثدي ، رعاية الطفل ، وخدمة المجتمع.
يوفر برنامج فحص الثدي في UBCF الأموال لمجموعة متنوعة من تقنيات فحص الثدي بما في ذلك التصوير الشعاعي للثدي والموجات فوق الصوتية والتصوير الحراري للثدي والتصوير بالرنين المغناطيسي للأفراد بغض النظر عن العمر أو الدخل أو الجنس أو العرق أو العرق أو تغطية التأمين الصحي. يعمل برنامج فحص الثدي في UBCF بطريقة فريدة. تعمل UBCF مع مرافق الفحص في جميع أنحاء البلاد لضمان حصول النساء والرجال على نوع الفحص الذي أوصى به أخصائي الرعاية الصحية في الموقع الذي يختارونه.
يوفر برنامج المنحة الفردية لـ UBCF لمرضى سرطان الثدي الحاليين أو أولئك الذين في غضون ثلاث سنوات من مغفرة المساعدة المالية المخصصة الموجهة نحو الاحتياجات والظروف الشخصية لكل فرد. من خلال إدراك أن سرطان الثدي له تأثير بعيد المدى على كل فرد من أفراد الأسرة ، فإن برنامج المنح الفردية التابع لـ UBCF لا يأخذ فقط في الاعتبار احتياجات مريض سرطان الثدي ، ولكن احتياجات الأسرة بأكملها. يوفر برنامج المنحة الفردية الدعم المالي لمن هم في ظروف لا يستطيعون فيها الدفع مقابل الخدمات والمنتجات الهامة بما في ذلك الإجراءات الطبية ، والأدوية الموصوفة ، وتغطية تأمين كوبرا ، ونفقات الإسكان ، والمرافق ، وضرائب الممتلكات ، والأجهزة التعويضية ، والعلاجات العلاجية ، ونفقات النقل والتأمين على المركبات ومدفوعات المركبات والأطعمة الصحية والمغذية. على مر السنين ، لاحظت UBCF أن هذا الدعم المالي قد قلل من إجهاد المرضى ، وتمكينهم من التركيز بشكل أكبر على رحلة الشفاء والقدرة على إدارة التحديات المتعلقة بالتغلب على سرطان الثدي.
تم تصميم برنامج Audrey B. Mastroianni College للمنح الدراسية لمساعدة الطلاب الملتحقين بالجامعة الذين عانوا من فقدان أحد الوالدين أو الوصي بسبب سرطان الثدي لجعل أحلامهم في التعليم العالي حقيقة واقعة من خلال توفير تمويل للمنح الدراسية.
يوفر برنامج الرعاية الشاملة في UBCF لمرضى سرطان الثدي الحاليين أو أولئك الذين في غضون 10 سنوات من مغفرة علاجات شاملة ومجانية بما في ذلك ؛ اليوجا ، والريكي ، والتأمل ، والاستشارات والمكملات الغذائية والغذائية ، والاستشارة ، وعلاجات العقل والجسم ، وشفاء الطاقة ، وعلم المنعكسات ، والتدليك اللمفاوي والوخز بالإبر.
يوفر برنامج جراحة ترميم الثدي في جامعة كولومبيا البريطانية للنساء اللواتي خضعن لعملية استئصال الثدي تمويلًا للجراحة.
اعترافًا بسرطان الثدي كمرض عائلي ، يدعم برنامج رعاية الطفل الأطفال الذين يعاني آباؤهم من سرطان الثدي من خلال تمويل الإسكان الطارئ ، والعودة إلى المدرسة ، والغذاء الصحي ، وهدايا العطلات الخاصة.
يزيد برنامج خدمة المجتمع في UBCF الوعي بصحة الثدي وعافيته من خلال الحملات التعليمية ، ويدعم المجتمع بشكل أكبر من خلال توزيع التبرعات العينية والشراكة مع المنظمات الخيرية الأخرى لتوسيع مهمة UBCF.

## روابط خارجية
- موقع مؤسسة سرطان الثدي المتحدة